# Eumastigonodesmus boncii
Eumastigonodesmus boncii är en mångfotingart som först beskrevs av Henri W. Brölemann 1908.  Eumastigonodesmus boncii ingår i släktet Eumastigonodesmus och familjen plattdubbelfotingar. Inga underarter finns listade i Catalogue of Life.